# 日本全国ご自慢列島 ジマング
『日本全国ご自慢列島 ジマング』（にっぽんぜんこくごじまんれっとう ジマング）は、2013年10月16日から2015年9月19日までフジテレビ系列で放送されていたバラエティ番組である。
2014年10月14日から番組タイトルを『さまぁ〜ずのご自慢列島ジマング』に変更し、さまぁ〜ずの冠番組となった。

## 概要
日本全国の自慢したい人々が集合し、自慢したい「モノ」「人」「場所」などを存分に紹介する。紹介者自らがプレゼンする自慢VTR『ジマング』をスタジオでMCとゲスト全員で観賞する。最終的に一番心に残った「トップ・オブ・ジマング」を決めるという番組。
放送開始に先駆けて、2013年10月2日（水曜日）23:15 - 23:58に『日本全国ご自慢列島 ジマング みんな自慢したいんだスペシャル』と題して、全国ネットで43分の拡大版が放送された。さらに、2014年1月2日（木曜日）23:50 - 翌0:50に『日本全国ご自慢列島 ジマング 〜お正月だよ!おせちもいいけどジマンもね!SP〜』と題して、2回目となる全国ネットで1時間の拡大版を放送した。
2015年4月には金曜23時台後半に移動し7分縮小して放送。
2015年10月より当番組放送時間帯に、水曜20時台から『水曜歌謡祭』が『Love music』と改題の上、枠移動するため、当番組は同年9月19日をもって終了した。

### 変遷
| 期間       | 期間       | タイトル                       | 放送曜日           | 放送時間（日本時間）  |
| ---------- | ---------- | ------------------------------ | ------------------ | --------------------- |
| 2013.10.15 | 2014.09.16 | 日本全国ご自慢列島 ジマング    | 水曜日（火曜深夜） | 00:35 - 01:10（35分） |
| 2014.10.14 | 2015.03.17 | さまぁ〜ずのご自慢列島ジマング | 水曜日（火曜深夜） | 00:35 - 01:10（35分） |
| 2015.04.17 | 2015.09.19 | さまぁ〜ずのご自慢列島ジマング | 金曜日             | 23:30 - 23:58（28分） |

## 出演者
MC
- さまぁ〜ず（三村マサカズ・大竹一樹）

進行
- 久代萌美（フジテレビアナウンサー）

代理進行
- 竹内友佳（フジテレビアナウンサー）（第19回）

## ネット局
| 放送対象地域   | 放送局             | 系列           | 放送日時                     | 放送期間                | 遅れ       |
| -------------- | ------------------ | -------------- | ---------------------------- | ----------------------- | ---------- |
| 関東広域圏     | フジテレビ         | フジテレビ系列 | 水曜 0:35 - 1:10（火曜深夜） | 2013年10月16日 -        | 制作局     |
| 宮城県         | 仙台放送           | フジテレビ系列 | 水曜 0:35 - 1:10（火曜深夜） | 2013年10月16日 -        | 同時ネット |
| 山形県         | さくらんぼテレビ   | フジテレビ系列 | 水曜 0:35 - 1:10（火曜深夜） | 2013年10月16日 -        | 同時ネット |
| 長野県         | 長野放送           | フジテレビ系列 | 水曜 0:35 - 1:10（火曜深夜） | 2013年10月16日 -        | 同時ネット |
| 岡山県・香川県 | 岡山放送           | フジテレビ系列 | 水曜 0:35 - 1:10（火曜深夜） | 2013年10月16日 -        | 同時ネット |
| 広島県         | テレビ新広島       | フジテレビ系列 | 水曜 0:35 - 1:10（火曜深夜） | 2013年10月16日 -        | 同時ネット |
| 愛媛県         | テレビ愛媛         | フジテレビ系列 | 水曜 0:35 - 1:10（火曜深夜） | 2013年10月16日 -        | 同時ネット |
| 高知県         | 高知さんさんテレビ | フジテレビ系列 | 水曜 0:35 - 1:10（火曜深夜） | 2013年10月16日 -        | 同時ネット |
| 北海道         | 北海道文化放送     | フジテレビ系列 | 水曜 0:40 - 1:15（火曜深夜） | 2013年10月26日 -        | 7日遅れ    |
| 福島県         | 福島テレビ         | フジテレビ系列 | 水曜 0:40 - 1:15（火曜深夜） | 2013年10月23日 -        | 7日遅れ    |
| 新潟県         | 新潟総合テレビ     | フジテレビ系列 | 水曜 0:40 - 1:15（火曜深夜） | 2013年10月23日 -        | 7日遅れ    |
| 福岡県         | テレビ西日本       | フジテレビ系列 | 水曜 1:30 - 2:05（火曜深夜） | 2013年10月23日 -        | 7日遅れ    |
| 岩手県         | 岩手めんこいテレビ | フジテレビ系列 | 金曜 0:40 - 1:15（木曜深夜） | 2013年10月25日 -        | 9日遅れ    |
| 沖縄県         | 沖縄テレビ         | フジテレビ系列 | 水曜 1:38 - 2:13（火曜深夜） | 2013年10月30日 -        | 14日遅れ   |
| 静岡県         | テレビ静岡         | フジテレビ系列 | 木曜 0:35 - 1:10（水曜深夜） | 2013年10月31日 -        | 15日遅れ   |
| 熊本県         | テレビくまもと     | フジテレビ系列 | 金曜 0:35 - 1:10（木曜深夜） | 2013年11月1日 -         | 16日遅れ   |
| 中京広域圏     | 東海テレビ         | フジテレビ系列 | 火曜 1:25 - 2:00（月曜深夜） | 2013年11月1日 -         | 16日遅れ   |
| 福井県         | 福井テレビ         | フジテレビ系列 | 金曜 0:45 - 1:20（木曜深夜） | 2013年11月1日 -         | 16日遅れ   |
| 島根県・鳥取県 | 山陰中央テレビ     | フジテレビ系列 | 火曜 0:35 - 1:10（月曜深夜） | 2013年11月5日 -         | 20日遅れ   |
| 佐賀県         | サガテレビ         | フジテレビ系列 | 火曜 0:35 - 1:10（月曜深夜） | 2013年11月5日 -         | 20日遅れ   |
| 長崎県         | テレビ長崎         | フジテレビ系列 | 金曜 1:45 - 2:20（木曜深夜） | 2013年11月6日 -         | 23日遅れ   |
| 近畿広域圏     | 関西テレビ         | フジテレビ系列 | 火曜 1:54 - 2:29（月曜深夜） | 2014年3月10日 -         | 111日遅れ  |
| 全国放送時代   |                    |                |                              |                         |            |
| 関東広域圏     | フジテレビ         | フジテレビ系列 | 金曜 23:30 - 23:58           | 2015年4月17日 - 9月19日 | 制作局     |
| 北海道         | 北海道文化放送     | フジテレビ系列 | 金曜 23:30 - 23:58           | 2015年4月17日 - 9月19日 | [ 注 1 ]   |
| 岩手県         | 岩手めんこいテレビ | フジテレビ系列 | 金曜 23:30 - 23:58           | 2015年4月17日 - 9月19日 | [ 注 1 ]   |
| 宮城県         | 仙台放送           | フジテレビ系列 | 金曜 23:30 - 23:58           | 2015年4月17日 - 9月19日 | [ 注 1 ]   |
| 秋田県         | 秋田テレビ         | フジテレビ系列 | 金曜 23:30 - 23:58           | 2015年4月17日 - 9月19日 | [ 注 1 ]   |
| 山形県         | さくらんぼテレビ   | フジテレビ系列 | 金曜 23:30 - 23:58           | 2015年4月17日 - 9月19日 | [ 注 1 ]   |
| 福島県         | 福島テレビ         | フジテレビ系列 | 金曜 23:30 - 23:58           | 2015年4月17日 - 9月19日 | [ 注 1 ]   |
| 新潟県         | 新潟総合テレビ     | フジテレビ系列 | 金曜 23:30 - 23:58           | 2015年4月17日 - 9月19日 | [ 注 1 ]   |
| 長野県         | 長野放送           | フジテレビ系列 | 金曜 23:30 - 23:58           | 2015年4月17日 - 9月19日 | [ 注 1 ]   |
| 静岡県         | テレビ静岡         | フジテレビ系列 | 金曜 23:30 - 23:58           | 2015年4月17日 - 9月19日 | [ 注 1 ]   |
| 富山県         | 富山テレビ         | フジテレビ系列 | 金曜 23:30 - 23:58           | 2015年4月17日 - 9月19日 | [ 注 1 ]   |
| 石川県         | 石川テレビ         | フジテレビ系列 | 金曜 23:30 - 23:58           | 2015年4月17日 - 9月19日 | [ 注 1 ]   |
| 福井県         | 福井テレビ         | フジテレビ系列 | 金曜 23:30 - 23:58           | 2015年4月17日 - 9月19日 | [ 注 1 ]   |
| 中京広域圏     | 東海テレビ         | フジテレビ系列 | 金曜 23:30 - 23:58           | 2015年4月17日 - 9月19日 | [ 注 1 ]   |
| 近畿広域圏     | 関西テレビ         | フジテレビ系列 | 金曜 23:30 - 23:58           | 2015年4月17日 - 9月19日 | [ 注 1 ]   |
| 島根県・鳥取県 | 山陰中央テレビ     | フジテレビ系列 | 金曜 23:30 - 23:58           | 2015年4月17日 - 9月19日 | [ 注 1 ]   |
| 岡山県・香川県 | 岡山放送           | フジテレビ系列 | 金曜 23:30 - 23:58           | 2015年4月17日 - 9月19日 | [ 注 1 ]   |
| 広島県         | テレビ新広島       | フジテレビ系列 | 金曜 23:30 - 23:58           | 2015年4月17日 - 9月19日 | [ 注 1 ]   |
| 愛媛県         | テレビ愛媛         | フジテレビ系列 | 金曜 23:30 - 23:58           | 2015年4月17日 - 9月19日 | [ 注 1 ]   |
| 高知県         | 高知さんさんテレビ | フジテレビ系列 | 金曜 23:30 - 23:58           | 2015年4月17日 - 9月19日 | [ 注 1 ]   |
| 福岡県         | テレビ西日本       | フジテレビ系列 | 金曜 23:30 - 23:58           | 2015年4月17日 - 9月19日 | [ 注 1 ]   |
| 佐賀県         | サガテレビ         | フジテレビ系列 | 金曜 23:30 - 23:58           | 2015年4月17日 - 9月19日 | [ 注 1 ]   |
| 長崎県         | テレビ長崎         | フジテレビ系列 | 金曜 23:30 - 23:58           | 2015年4月17日 - 9月19日 | [ 注 1 ]   |
| 熊本県         | テレビくまもと     | フジテレビ系列 | 金曜 23:30 - 23:58           | 2015年4月17日 - 9月19日 | [ 注 1 ]   |
| 鹿児島県       | 鹿児島テレビ       | フジテレビ系列 | 金曜 23:30 - 23:58           | 2015年4月17日 - 9月19日 | [ 注 1 ]   |
| 沖縄県         | 沖縄テレビ         | フジテレビ系列 | 金曜 23:30 - 23:58           | 2015年4月17日 - 9月19日 | [ 注 1 ]   |

## スタッフ
- ナレーション：山中まどか（青二プロダクション）
- 編成企画：南條祐紀（フジテレビ）
- 構成：森本雅也、近藤祐次、カツオ、松井洋介（途中から）
- TP：小林錦司
- カメラ：涌田尚孝、長尾康平
- VE：伴場匡、皆本翔太
- AUD：絹山幸広、石原雄一
- 照明：後藤雅彦
- 編集：島田金治、宮島洋介
- MA：浅井佑人、奥村伸一郎、大江拓也
- デザイン：平池優太
- CG：グレートインターナショナル
- 美術デザイン：棈木陽次
- 美術：大倉謙介
- 美術進行：今井隆之
- 大道具：高橋千鶴、内堀圭一
- アクリル装飾：國母淳一
- モニター：蓮田容一
- 衣装：長谷文人
- メイク：久保田裕子、山田かつら
- スタイリスト：高村純子
- 技術協力：Fmt、麻布プラザ
- 美術協力：フジアール
- 音響効果：林正貴
- 広報：福﨑康裕（フジテレビ）
- TK：山本美衣
- リサーチ：中原祐、小笠原誠、櫛引孝志（フルタイム）、田中郁子（ニューズクリエイト）、メガバックス7、一宮由衣（ワイズプロジェクト）
- AP：花塚増央、小原佑斗、山口紋佳
- AD：新納啓介、有賀咲絵、岩屋友香、上野浩幸、森下英利奈、吉村大輝、飯島史織、笠井晶平、村上雄万、池田雅美、安藤愛優美、中山侑奈
- ディレクター：藤田博人、冨田大介、山口耕平、金田勇樹、柳橋宏子、境浩平、野坂琢、安井章浩、若月雄一郎（以前はAD）、中尾光佐、今泉哲也、保野祥子、古賀光輝、河野舞子（以前はAD）、菅野優美子、佐藤智之、守屋愛子
- 演出アドバイザー：伊藤慎一
- 演出：岩本雅直
- プロデューサー：金山美菜子、高木大輔（以前はディレクター）
- 総合演出：海野裕二
- 協力：acro、FOOLEN LARGE
- 制作：フジテレビ（以前は制作著作）
- 制作著作：SION（以前は制作協力）

過去のスタッフ
- ナレーション：市川展丈
- 企画：清水泰貴→吉田寛生
- TD：坂本淳一
- SW：真野昇太（以前はカメラ）
- 美術：内藤佳奈子
- 美術進行：安楽信行
- 音響効果：小田切暁
- 広報：手塚朝美
- AP：竹村祐美、小林香央莉、山本千穂
- プロデューサー：田辺わたる、野田義人
- 制作協力：ブームアップ